# Jasenica (district de Považská Bystrica)
Pour les articles homonymes, voir Jasenica.
Jasenica (hongrois : Jeszence) est un village de Slovaquie situé dans la région de Trenčín.

## Histoire
La première mention écrite du village date de 1269.

## Démographie

### Évolution de la population
| Année:               | 1994. | 2004.   | 2014.   | 2024.    |
| -------------------- | ----- | ------- | ------- | -------- |
| Nombre de personnes: | 950   | 976     | 1063    | 1245     |
| Différence:          |       | +2,73 % | +8,91 % | +17,12 % |

| Année:               | 2023. | 2024.   |
| -------------------- | ----- | ------- |
| Nombre de personnes: | 1238  | 1245    |
| Différence:          |       | +0,56 % |